# یان بروموفسکی
یان بروموفسکی (چکی: Jan Brumovský؛ زادهٔ ۲۶ ژوئن ۱۹۳۷) بازیکن فوتبال اهل چکسلواکی است.